# Víctor Valarezo
Víctor Valarezo (17 de mayo de 1988, Guayaquil, Ecuador) es un futbolista ecuatoriano. Juega de Defensa y su equipo actual es el Liga de Portoviejo de la Serie B de Ecuador.

## Clubes
| Club                 | País    | Año           |
| -------------------- | ------- | ------------- |
| Liceo Cristiano      | Ecuador | 2005-2006     |
| El Nacional          | Ecuador | 2006-2007     |
| Liceo Cristiano      | Ecuador | 2008          |
| El Nacional          | Ecuador | 2009          |
| Universidad Católica | Ecuador | 2009-2010     |
| El Nacional          | Ecuador | 2010-2011     |
| Deportivo Azogues    | Ecuador | 2011-2012     |
| Rocafuerte           | Ecuador | 2012          |
| Barcelona SC         | Ecuador | 2012-2015     |
| Liga de Portoviejo   | Ecuador | 2019-presente |

## Palmarés

### Campeonatos nacionales
| Título              | Club      | País    | Año  |
| ------------------- | --------- | ------- | ---- |
| Campeonato Nacional | Barcelona | Ecuador | 2012 |

- Datos: Q6165765